# Халмурадова, Дурдыхал
Дурдыха́л Халмура́дова (1937 год, село Гарамаш, Фарабский район, Чарджоуская область, Туркменская ССР) — бригадир колхоза имени Фрунзе Фарабского района Чарджоуской области, Туркменская ССР. Герой Социалистического Труда (1976). Депутат Верховного Совета Туркменской ССР 9-го созыва.

## Биография
Родилась в 1937 году в крестьянской семье в селе Гарамаш Фарабского района (ныне — Фарапский этрап).
Окончила местную сельскую школу. С 1952 года трудилась рядовой колхозницей на хлопковых полях колхоза имени Фрунзе Фарабского района. В последующие годы была назначена звеньевой комсомольско-молодёжного звена, которое ежегодно показывала высокие трудовые результаты в хлопководстве. За выдающиеся трудовые результаты по итогам Восьмой пятилетки (1966—1970) была награждена орденом «Знак Почёта».
С 1968 года — бригадир хлопководческой бригады в этом же колхозе. В 1972 году бригада Дурдыхал Халмурадовой получила высокий урожай хлопка-сырца, за что была награждена Орденом Ленина.
В последующие годы бригада хлопководов под её руководством досрочно выполнила коллективное социалистическое обязательство и колхозные задания Девятой пятилетки (1971—1975) по хлопководству и по итогам 1976 года заняла передовое место в социалистическом соревновании среди хлопководов Чарджоуской области. Указом Президиума Верховного Совета СССР от 25 декабря 1976 года удостоена звания Героя Социалистического Труда за «выдающиеся успехи, достигнутые во Всесоюзном социалистическом соревновании, проявленную трудовую доблесть в выполнении планов и социалистических обязательств по увеличению производства и продажи государству хлопка и других сельскохозяйственных продуктов в 1976 году» с вручением ордена Ленина и золотой медали «Серп и Молот» (№ 18710).
Избиралась депутатом Верховного Совета Туркменской ССР 9-го созыва (1975—1980).
В 1978 году окончила Чарджоуский сельскохозяйственный техникум.
Проживала в родном селе Гарамаш Фарабского района.
Награды
- Герой Социалистического Труда
- Орден Ленина — дважды (14.12.1972; 1976)
- Орден «Знак Почёта» (08.04.1971)